# Sistema Purificación
Sistema Purificación – jaskinia w południowym Meksyku, w stanie Tamaulipas, w górach Sierra Madre Wschodnia.
W Sistema Purificación występuje kilkanaście otworów oraz nacieki w kształcie koralowców.